# Kanton Aubagne-Est
Der Kanton Aubagne-Est war von 2003 bis 2015 ein französischer Wahlkreis im Département Bouches-du-Rhône in der Region Provence-Alpes-Côte d’Azur. Er umfasste sechs Gemeinden im Arrondissement Marseille; sein Hauptort (frz.: chef-lieu) war Aubagne. Die landesweiten Änderungen in der Zusammensetzung der Kantone brachten im März 2015 seine Auflösung.
Der Kanton bestand aus folgenden Gemeinden:
| Gemeinde             | Einwohner (Stand: 2022) | Code postal | Code Insee |
| -------------------- | ----------------------- | ----------- | ---------- |
| Aubagne *            | 47.724                  | 13400       | 13005      |
| Carnoux-en-Provence  | 6872                    | 13470       | 13119      |
| Cassis               | 6706                    | 13260       | 13022      |
| Cuges-les-Pins       | 5949                    | 13780       | 13030      |
| Gémenos              | 6678                    | 13420       | 13042      |
| Roquefort-la-Bédoule | 5784                    | 13830       | 13085      |

* Teilbereich. Die angegebene Einwohnerzahl bei Aubagne betrifft die in mehrere Kantone aufgeteilte Gesamtgröße der Stadt.